# Waltzing
Waltzing (Luxemburgs: Walzeng) is een plaats nabij Aarlen in de Belgische Provincie Luxemburg.

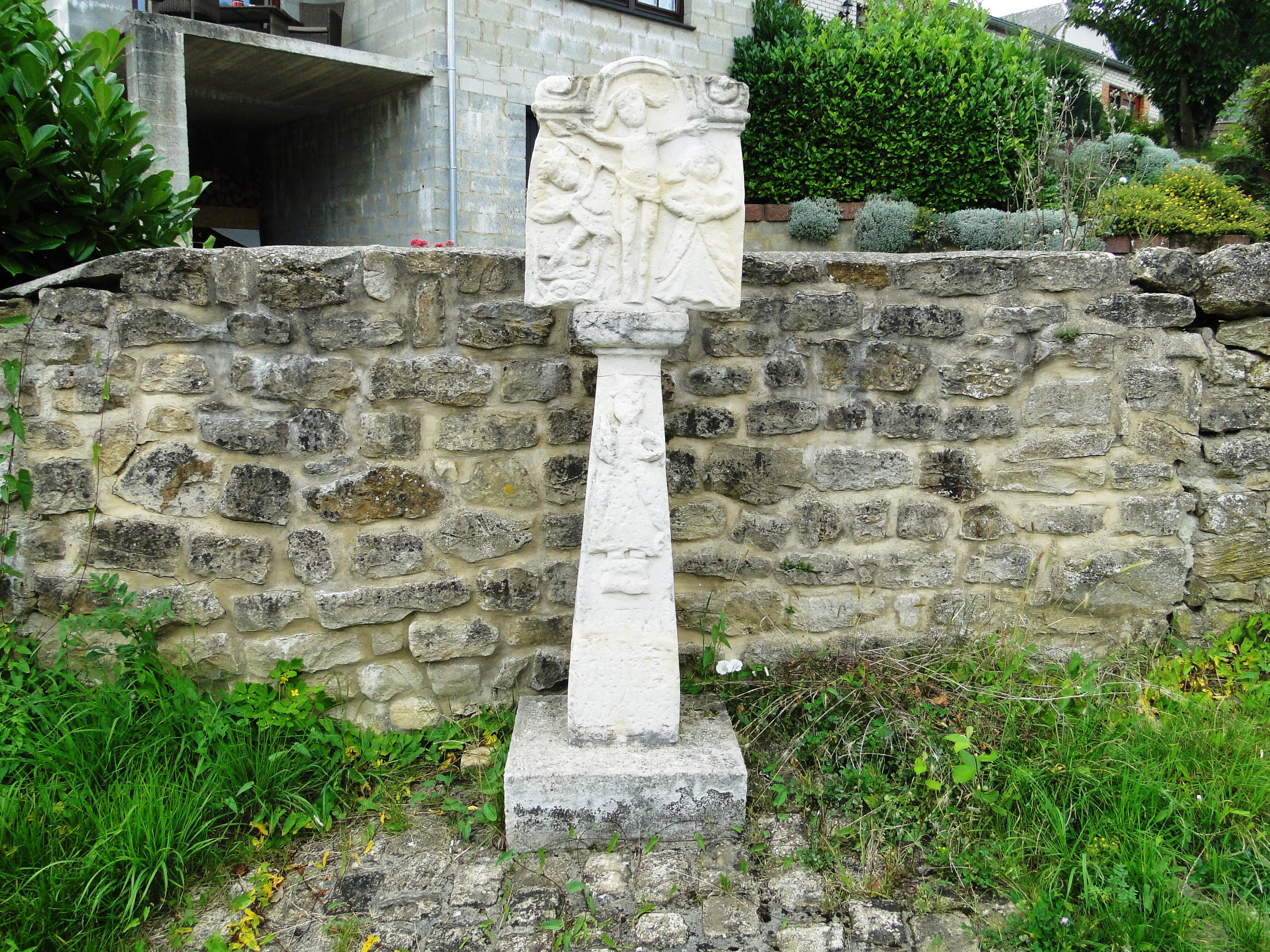
Calvarie in de Rue de Ponceau in Waltzing

Deelgemeenten: Aarlen · Autelbas-Barnich · Bonnert · Guirsch · Heinsch · Toernich

Overige kernen: Autelhaut · Barnich · Clairefontaine · Fouches · Frassem · Freylange · Heckbous · Rosenberg · Sampont · Schoppach · Sesselich · Seymerich · Stehnen · Sterpenich · Stockem · Udange · Viville · Waltzing · Weyler · Wolberg

Belgische gemeenten · Arrondissement Aarlen · Luxemburg · Wallonië